# Prezydent Kościoła (mormonizm)

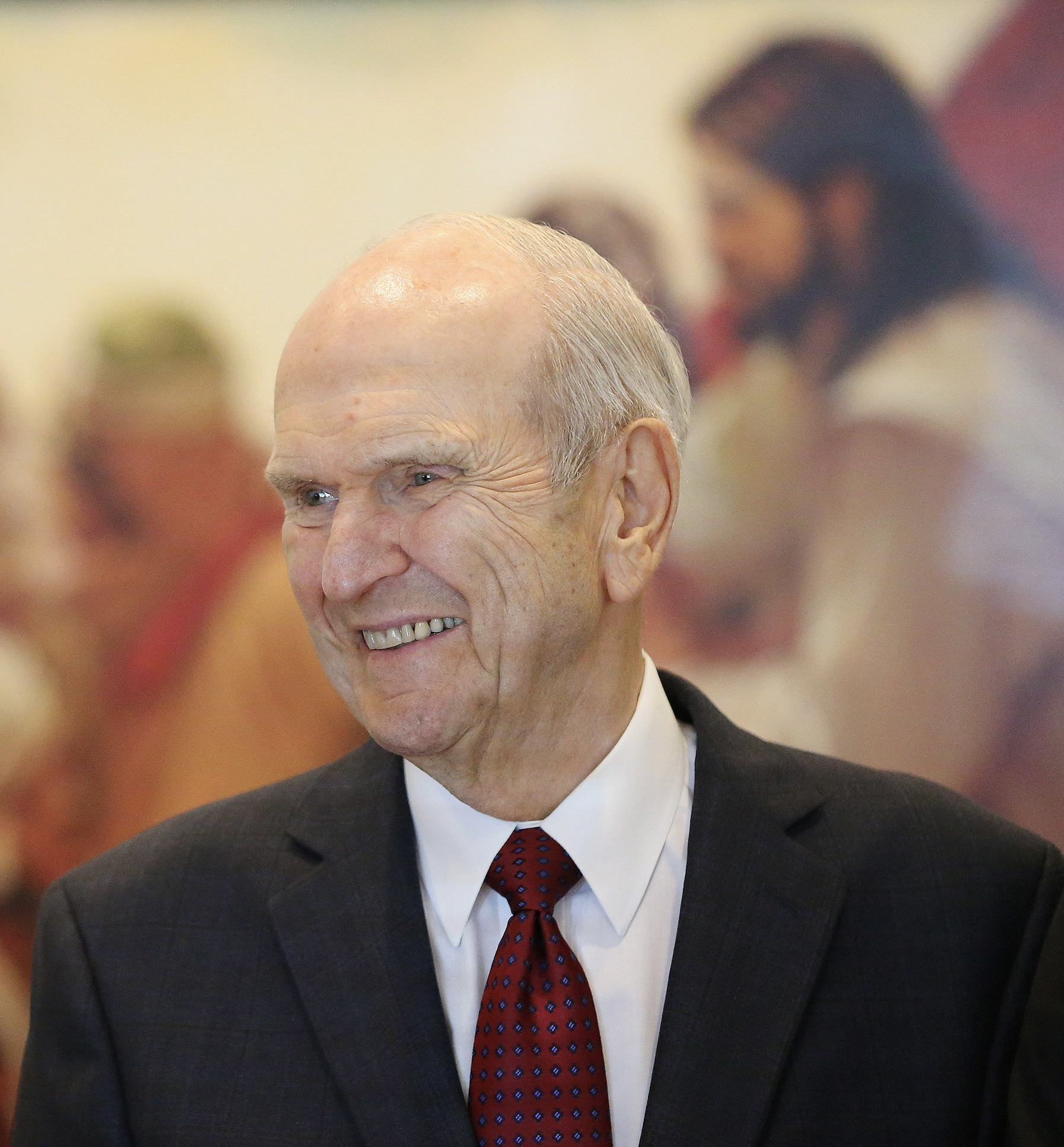
Russell M. Nelson, prezydent Kościoła Jezusa Chrystusa Świętych w Dniach Ostatnich od 2018

Prezydent Kościoła – najwyższe stanowisko w Kościele Jezusa Chrystusa Świętych w Dniach Ostatnich.
Według wierzeń świętych w dniach ostatnich stanowi głowę Królestwa Bożego na ziemi. Jest również upoważnionym następcą Josepha Smitha, pierwszego proroka obecnej dyspensacji. W strukturze organizacyjnej Kościoła znajduje się przed Kworum Dwunastu Apostołów oraz Prezydium Siedemdziesięciu. Tworzy, wraz z grupką dobieranych przez siebie doradców, Pierwsze Prezydium – najwyższy organ zarządzający tej wspólnoty religijnej. W mormońskiej doktrynie porównywany do Mojżesza, poprzez swoją rolę w przekazywaniu Bożej woli i w nauczaniu Ewangelii. Zestawiany jednocześnie z apostołem Piotrem, na podstawie mormońskiej interpretacji 16. rozdziału Ewangelii Mateusza. Jako jedyny jest uprawniony do otrzymywania objawień odnoszących się do całego Kościoła. Kieruje również użytkowaniem wszelkich kluczy kapłaństwa, choć dzierży je wszystkie wspólnie z Pierwszym Prezydium oraz Kworum Dwunastu Apostołów. Jako jedyny jest uprawniony do udzielania upoważnienia w sprawie użycia mocy kapłańskiej. Każdy urząd i obrzęd powiązany z kapłaństwem swoją ważność i znaczenie czerpią z tegoż właśnie upoważnienia.
Prezydent wywiera decydujący wpływ na interpretację nauk i doktryny Kościoła. Jego wypowiedzi i oświadczenia w tym zakresie, jak również otrzymywane przezeń objawienia mogą zastępować nauki głoszone uprzednio przez Kościół. Mogą również modyfikować jego doktrynę, choć ma to miejsce stosunkowo rzadko.
Każdy mężczyzna pełniący stanowisko prezydenta został uprzednio wyświęcony na apostoła, posiadał zatem również kapłaństwo Melchizedeka – jeden z dwóch typów kapłaństwa powszechnie występujących w Kościele. Zgodnie z mormońską teologią prezydent uznawany jest za proroka, widzącego i objawiciela, podobnie jak członkowie kworum oraz zasadniczo wszyscy członkowie Pierwszego Prezydium. Niemniej jako żyjący prorok darzony jest przez świętych w dniach ostatnich szczególnym szacunkiem i oddaniem. Nie jest uznawany za nieomylnego i w niektórych przypadkach może wypowiadać się jako osoba prywatna. Ma wszakże natchnioną zdolność do rozpoznawania błędów i prawd – tak w odniesieniu do Kościoła, jak i całego świata. Świętym w dniach ostatnich generalnie zaleca się podążanie za radą proroka i to nawet w kwestiach natury osobistej. Przyjmuje się także, iż prezydent jako wiedziony przez Boga prorok nigdy nie wprowadzi Kościoła na ścieżkę błędu i odstępstwa. Ogromny zakres władzy i odpowiedzialności odnoszony do prezydenta nie oznacza przy tym, przynajmniej w ściśle teologicznym sensie, że jest on głową kierowanego przez siebie Kościoła. Tę pozycję, wedle mormońskich wierzeń, rezerwuje się dla Jezusa Chrystusa. Prezydent Kościoła natomiast, tak jak i inni przywódcy kościelni, uznaje się za jego sługę.
Stanowisko prezydenta wyewoluowało stopniowo w najwcześniejszym okresie istnienia Kościoła, równolegle do zrębów jego ogólnej struktury organizacyjnej. Jednocześnie, podobnie jak wiele instytucji w początkach ruchu świętych w dniach ostatnich, osadzone zostało w objawieniach, które miał kolejno otrzymywać Joseph Smith. Z tego też powodu wspominane jest w pismach świętych należących do mormońskiego kanonu, tak w Naukach i Przymierzach, jak i w Perle Wielkiej Wartości.
Prezydent Kościoła pełni swoją funkcję dożywotnio, bez względu na wiek lub stan zdrowia. Niemniej proces sukcesji prezydenckiej, przebiegający zasadniczo według tradycji ukształtowanej w ciągu pierwszych kilku dekad funkcjonowania Kościoła, kontrolowany jest formalnie przez Kworum Dwunastu Apostołów. Gremium to, spotykając się bezpośrednio po śmierci przywódcy, działa pod wpływem objawienia, zgodnie z doktryną Kościoła. Po wyznaczeniu i zatwierdzeniu kolejnego prezydenta, zawsze przez jednomyślne głosowanie, dobiera on sobie doradców, również podlegających formalnemu wsparciu przez kworum. Tak wyłonione władze, w tym prezydent, zostają formalnie poparte przez członków Kościoła podczas kolejnej półrocznej Konferencji Generalnej. Zgodnie z mormońską tradycją przewodniczący kworum zajmuje pierwszą pozycję w kościelnej linii sukcesji.
Niekiedy określany mianem przewodniczącego wyższego kapłana, w tym też charakterze kontroluje dostęp do świętego świętych – pomieszczenia w centralnej części mormońskiej świątyni w Salt Lake City, przeznaczonego przede wszystkim do odprawiania wyższych obrzędów kapłaństwa. Tytuł przewodniczącego wyższego kapłana może dzielić ze swymi doradcami w Pierwszym Prezydium.
Z uwagi na szczególne znaczenie prezydenta w teologii i historii Kościoła można doń znaleźć liczne odniesienia w mormońskiej kulturze. Dziękczynieniami za jego posługę bądź też zachętami do podążania za jego radami wypełnione są liczne hymny zawarte w oficjalnych śpiewnikach używanych przez świętych w dniach ostatnich. W śpiewniku anglojęzycznym znalazły się chociażby We Listen to a Prophet’s Voice (1979) pióra Marylou Cunningham Leavitt z muzyką Darwina K. Wolforda czy Come, Listen to a Prophet’s Voice pióra Josepha S. Murdocka oraz Bruce'a R. McConkiego z muzyką Josepha J. Daynesa. Poświęcony jest mu także jeden z najpopularniejszych mormońskich hymnów We Thank Thee, O God, for a Prophet.
Stoi na czele rady dyrektorów Kościelnego Systemu Edukacji oraz, zgodnie z tradycją, rady dyrektorów będącego własnością Kościoła Uniwersytetu Brighama Younga.
Kościołem kieruje z reguły, ze względu na specyfikę procesu sukcesji i zasadę starszeństwa, mężczyzna w podeszłym wieku. Lista siedemnastu mężczyzn piastujących to najwyższe kościelne stanowisko została zamieszczona poniżej.
Na podstawie materiału źródłowego:
| Lp. | Lata kadencji | Imię i nazwisko       |
| --- | ------------- | --------------------- |
| 1.  | 1830–1844     | Joseph Smith          |
| 2.  | 1847–1877     | Brigham Young         |
| 3.  | 1880–1887     | John Taylor           |
| 4.  | 1889–1898     | Wilford Woodruff      |
| 5.  | 1898–1901     | Lorenzo Snow          |
| 6.  | 1901–1918     | Joseph F. Smith       |
| 7.  | 1918–1945     | Heber J. Grant        |
| 8.  | 1945–1951     | George Albert Smith   |
| 9.  | 1951–1970     | David O. McKay        |
| 10. | 1970–1972     | Joseph Fielding Smith |
| 11. | 1972–1973     | Harold B. Lee         |
| 12. | 1973–1985     | Spencer W. Kimball    |
| 13. | 1985–1994     | Ezra Taft Benson      |
| 14. | 1994–1995     | Howard W. Hunter      |
| 15. | 1995–2008     | Gordon B. Hinckley    |
| 16. | 2008–2018     | Thomas S. Monson      |
| 17. | od 2018       | Russell M. Nelson     |

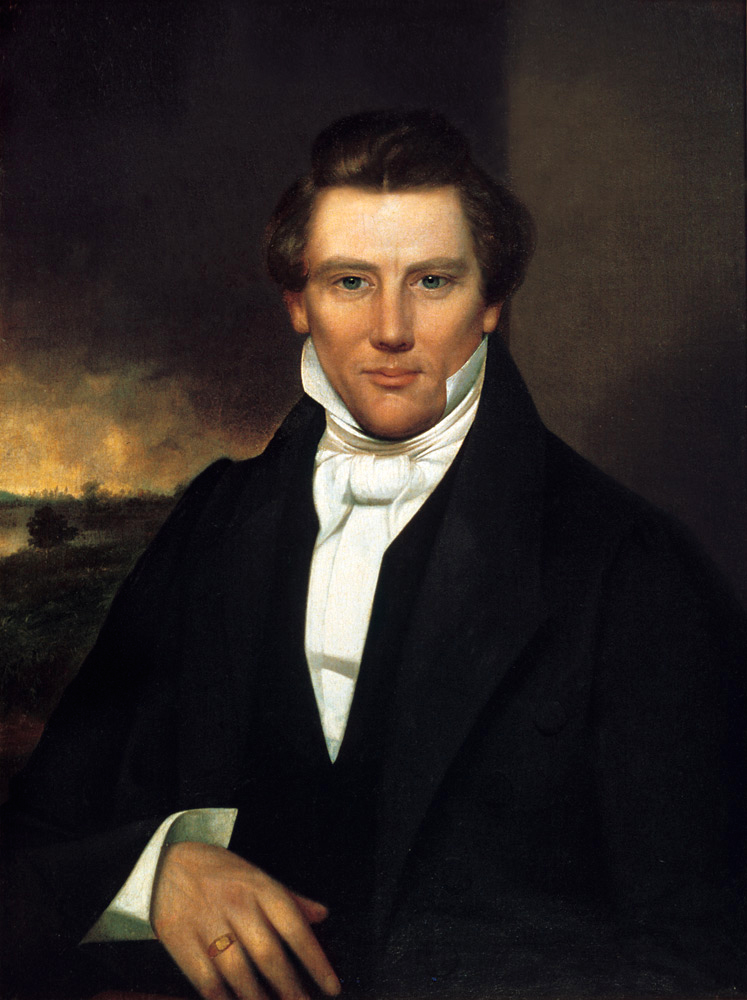
Joseph Smith, pierwszy prezydent Kościoła

Analogiczne stanowiska istnieją również w innych wyznaniach zaliczanych do ruchu świętych w dniach ostatnich, w tym w Społeczności Chrystusa. Obecne są także w grupach łączonych z mormońskim fundamentalizmem, choćby w Prawdziwym i Żywym Kościele Jezusa Chrystusa Świętych w Dniach Końca.